# Государственный кукольный театр
Государственный кукольный театр — кукольный театр в Алма-Ате.

## История
Театр кукол был организован в 1935 году сразу с двумя группами — казахской и русской. В 1938 году получил звание Республиканского театра кукол. Является старейшим кукольным театром Казахстана. В других городах республики театры кукол были созданы только в 1980-е годы: в Актюбинске и Жезказгане (1985), Актау (1981), Шымкенте (1983) и Петропавловске (1992).
Становление театра связано с именами Тельгараева Сейфоллы Пиримовича, Гасюка О. В. Первые кукольные спектакли «Алдар-косе» и «Отеген батыр» поставили А.Федорченко, А.Анчаров, закончившие спецкурсы режиссёров-кукольников, и приглашенные мастера-кукловоды Д.Липман и О.Тарасова. Озвучивать представления им помогали артисты Казахского драмтеатра Капан Бадыров и Сейфолла Тельгараев. Музыкальное оформление первых спектаклей сделали известные композиторы Борис Ерзакович и Латыф Хамиди.
В годы Отечественной войны артисты театра были в составе фронтовых концертных бригад. Во второй половине 1940-х годов театр гастролирует по Казахстану, республикам Средней Азии, в 1981 году побывал на гастролях во Вьетнаме и Кампучии. Лауреат фестивалей кукольных театров республик Средней Азии и Казахстана в г. Ташкенте (1969 г.), г. Фрунзе (1975 г.), участник Международного фестиваля кукольных театров стран Азии в г. Ташкенте (1979 г.)
За свою историю театр вырастил и воспитал несколько поколений талантливых актеров, мастеров-кукольников, режиссёров, художников: Ю. Рутковский, П. Пашков, Л. Ленгорская, В. Горенберг ,А. Михайлов и П. Поторока, актеры — народные артисты С. Шукуров и С. Кабигужина, засл. артисты Б. Слонов и Б. Парманов, также Н. Трегубенко, Ш. Кадыров, Т. Майская.

### Скандал
В 2012 году в Кукольном театре Алматы разразился скандал. Директор Государственного театра кукол города Алматы Мадениет Юсупов сообщил, что руководство управления культуры Алматы устроило на него гонения за отказ списать 37 миллионов тенге, выделенных на организацию второго карнавала кукол. Изначально первый фестиваль кукол организовывал сам театр, но начальнику управления культуры фестиваль не понравился по неизвестным причинам. И второй фестиваль уже организовывало само управление культуры. Ко второму карнавалу директор театра Мадениет Юсупов уже не имел отношения, но за два месяца до начала праздника ему сообщили: деньги отправят на счет кукольного театра. На возражения директора: мол, мне такая ответственность не нужна. Но у Кульбаева разговор короткий: сказано — делай. Средства стали приходить частями, и театр их сразу отправлял в некое ТОО «Agency Asia Direct». В общей сложности на второй карнавал было выделено 37 миллионов тенге. Однако, затем, эти деньги стали вешать на Юсупова и хотели, чтобы он за них отчитался. Он не согласился, и тогда на него начались гонения. 12 декабря 2012 года был управлением культуры был издан приказ о неисполнении Юсуповым своих служебных обязанностей. Хотя, за восемь лет пока возглавлял этот театр, никаких претензий к нему не было. В результате директор Государственного театр кукол, заслуженный деятель РК Юсупов Мадениет Мугалимович без объяснения для коллектива веских причин был уволен.
После проведения второго кукольного фестиваля в редакцию газеты «Время» обратилась группа артистов из Москвы и Болгарии, которые заявили, что определение победителей в различных номинациях было полной профанацией. А создатель карнавала Род Петрович сразу уехал, так как был отстранен в начале конкурса.

## Репертуар
В репертуаре театра 22 спектакля; его основой являются народные и литературные сказки и легенды, восточная и зарубежная классика. Ныне[когда?]

 идут спектакли:
- «Қанбақ шал»,
- «Атамекен»,
- «Керуен-Дала»,
- «Тарқамайды тойымыз»,
- «Чемпион Қожа»,
- «В гостях у сказки: Репка, Маша и Медведь, Теремок»,
- «Большие приключения маленького лягушонка»,
- «Праздник продолжается»,
- "Волшебная лампа Аладдина,
- «Три поросенка/Үш торай»,
- «Али баба и сорок разбойников/Али баба және қырық қарақшы»,

а также новые спектакли:
- «Золотой цыпленок/Алтын балапан»,
- «Как лечить львиный страх»[4],
- и др.

За годы существования театра на его сцене были поставлены спектакли:
«Сказка о царе Салтане» А. Пушкина, «Большой Иван» С. Образцова и С. Преображенской, «Битва в лесу» А. Юдовича и А. Горина, «Алдар Косе и Шигайбай» Ш. Хусаинова, «Чемпион Ходжа Насреддин» Н. Оразалина и др. Среди постановок последних лет — спектакли «Золотой цыпленок» В.Орлова, «Каштанка» А.Чехова, «Алдар косе», «Как лечить львиный страх» М.Долгичевой.
Актёры театра используют как верховые куклы, управляемые рукой артиста, так и тростевые, управляемые механизмами; а также планшетные куклы, которые -управляемые кукловодом- могут ходить по сцене.

## Творческий состав
По состоянию на 2016 год большой вклад в развитие театра вносят мастера-кукольники с многолетним опытом: заслуженные артисты РК Абуева Сабиля (заведующая труппой), актеры: Беркин Владислав Рафаэлевич, Ильясова Кульжамиля Айыповна, Д. Бейсенбаев, главный художник Яшнев Евгений Лифанович, режиссёр Зайцев Антон.

## Международные связи
Театр много гастролировал по СССР, республикам СНГ и за рубежом — по Азии (Иран, Китай, Япония) и Европе (Болгария, Чехия) и Турции.

## Здание театра
Здание общественных собраний города Верного было построено в 1910 году, имя архитектора неизвестно. Оно было предназначено для городских культурных и зрелищных мероприятий. Верненское общество любителей драматического искусства проводило здесь театральные постановки.
В 1919 году в здании располагался Верненский городской комитет РКП. С 1919 года здесь находился Советский театр.
5 февраля 1921 году в городском театре на заседании областного и городского Советов с участием представителей общественных организаций было принято историческое решение о переименовании г. Верного в г. Алма-Ату.
Позже в советское время в здании располагались национальная филармония, «Казахконцерт».
С середины 1980-х годов здание передали Государственному театру кукол.
В рамках года Культуры в Алматы в 2012—2013 годах была проведена капитальная реконструкция здания со сносом прежнего, в театре имеется два зала: большой — на 215 человек и малый — на 50 человек.

### Архитектура здания до сноса и реконструкции
Строение представляло собой образец гражданской застройки города Верного. Здание представляло собой двухэтажное, сложное в плане деревянное строение на невысоком цоколе. Оно было выстроено в красную линию застройки и ориентировано главным фасадом на восток. Основной вход, размещённый в двусветном объёме, акцентирован портиком с карнизом большого выноса. Здание располагало двумя театральными залами на 215 и 50 человек.
По утверждению заместителя начальника управления культуры Алма-Аты, в 1950-х годах в здании театра случилась авария в водопроводной сети, поэтому фундамента у него как такового нет — сразу возводился цоколь, а на него накладывались деревянные брёвна. Сейчас из-за сырости нижние брёвна превратились в труху.

### Здание после реконструкции
В здании были восстановлены залы с сохранением числа зрительских мест. Большой зал был увеличен по площади, а зрительские места расположены сверху вниз, а не на одном уровне, как раньше. Были улучшены звук и свет. Театр стал современным, а малый зал интерактивным.
По словам архитектора Сергея Мартемьянова старое здание было очень камерное и полностью соответствовало размеру занимаемого участка. Для нового здания театра участок катастрофически мал. «Манипуляции с историческим зданием — это глумление над историей города, в котором и так мало чего осталось исторически подлинного. Не знаю, кто проектировал и чья это идея соединить в одном образе макет деревянной избы и стеклянные стены. И то и другое — фальшфасад».

### Статус памятника
4 апреля 1979 года было принято Решение исполнительного комитета Алма-Атинского городского Совета народных депутатов № 139 «Об утверждении списка памятников истории и культуры города Алма-Аты», в котором было указано здание Казахконцерта. Решением предусматривалось оформить охранное обязательство и разработать проекты реставрации памятников.
10 ноября 2010 года был утверждён новый Государственный список памятников истории и культуры местного значения города Алматы, одновременно с которым все предыдущие решения по этому поводу были признаны утратившими силу. В этом Постановлении был сохранён статус памятника местного значения здания Государственного театра кукол. Границы охранных зон были утверждены в 2014 году.

## Управление
До распада СССР театр Кукол управлялся Министерством культуры Казахской ССР. Затем также находился в республиканском ведении, управлялся Министерством культуры Республики Казахстан. Затем в 20—году был передан выведен из республиканского управления МинКультуры в коммунальное ведение Управления культуры Акимата г. Алматы.

## Призы и награды
- Лауреат фестивалей:
  - 1975 г. — во Фрунзе

- в Ташкенте:

- 1969 г. и
- 1989 г.

- Гран-при на 14 Всемирном фестивале кукольного искусства в Праге (Чехия, 2010) в номинации «Лучшие театральные декорации и кукольный дизайн» (спектакль по народной сказке «Канбак шал»).

## Директора
- Юсупов Мадениет Мугалимович, заслуженный деятель искусств РК 2004—2012 гг. Уволен за отказ списать 37 миллионов тенге, выделенных на организацию второго карнавала кукол.